# Петречко Дарія Іванівна
Дарія Іванівна Кріль, у шлюбі Петречко (нар. 31 жовтня 1942 року в селі Чорна Нижньо-Устріцького району на Дрогобиччині (нині — Польща)) — українська краєзнавиця, громадська діячка. Досліджує історію Бойківщини та місцеві вишивки.

## Біографія
Народилася в українській сім'ї Івана та Катерини Крілів. В 1951 році, в зв'язку з обміном ділянками державних територій між УРСР і Польською Республікою, разом з батьками була виселена в село Хащів Турківського району Дрогобицької області, а в 1952 р. переїхали в місто Долина Станіславської (нині — Івано-Франківська) області.
Після закінчення 7-го класу середньої школи в м. Долина вступила до Стрийського технікуму механізації сільського господарства, який закінчила в 1960 році (за фахом — інженер-нафтовик). Працювала в нафтогазовидобувному управлінні «Долинанафтогаз». У 1972 році закінчила Івано-Франківський інститут нафти і газу (нині — Івано-Франківський національний технічний університет нафти і газу) за спеціальністю «проєктування газонафтопроводів, газосховищ і нафтобаз».
У 1973 році разом з сім'єю переїхала в Івано-Франківськ. Працювала в Івано-Франківській філії проєктного інституту «Укрколгосппроект», а з 1982 року і до виходу на пенсію — на заводі «Позитрон» начальницею планово-економічного бюро. Одружена, виховала двох дітей, Ірину та Юрія, які здобули вищу освіту.
Після виходу на пенсію зайнялася вишиванням та збиранням старовинних вишивок, вивченням побуту, життя та культури рідного краю, зокрема Бойківщини. Разом з однодумцями в 2002 організувала Івано-Франківське обласне суспільно-культурне товариство «Бойківщина», обрана головою правління Товариства. Зібрала колекцію одягу та речей побуту західних бойків, яка демонструється на тематичних виставках.
Вивчає історію рідного краю та історію переселенців 1951 року. Авторка статей у періодичній пресі, вісниках та «Літописі Бойківщини». Подає інформацію про маловивчену сторінку нашої історії — депортацію українців-бойків у 1951 році з території Західної Бойківщини.

## Творчий доробок
У 2010 р. видала книгу «Втрачені українські села. Чорна». Видавництво МПП «Таля», 2010 р.- 528 с. Це розповідь про село Чорна Нижньо-Устріцького району на Дрогобичині та про долю тих хто в 1951 р. вимушено покинув рідні терени. У видавництві ТОВ «Виробничо-комерційна фірма «АРТ-ПРЕС» (м. Дніпропетровськ) вийшов друком альбом «Вишивані скарби Бойківщини». Збірка бойківських вишивок сформована так, що на кожній сторінці поряд із старовинними та сучасними світлинами, взірцями вишивок розміщено і зразки відновлених орнаментів.
Також до творчого доробку відносяться ілюстровані альбоми української вишивки:
- «Вишивані скарби Бойківщини. Західний регіон» / авт.-упоряд. Д. Петречко. - Дніпропетровськ. : АРТ-ПРЕС, 2012. - 87 с. : іл.
- «Вишивані скарби. Східна Бойківщина» : [альбом] / Дарія Петречко; [пер. на англ. Ірина Цебрук; світлини : Ірина Возняк, Дарія Петречко, Юрій Стрілецький]. – Дніпропетровськ : АРТ-ПРЕС, 2015. – 96 с. : іл.

## Нагороди
Нагороджена медалями «Ветеран праці», «За заслуги перед Прикарпаттям», Почесною Грамотою Державного комітету України у справах національностей та меншин, подяками, Грамотами й Почесною Грамотою ВУТ «Бойківщина XXI століття».